# Béatrice Dalle
Béatrice Dalle, właściwie Béatrice Françoise Odona Cabarrou (ur. 19 grudnia 1964 w Brest) – francuska aktorka i modelka.

## Życiorys
Urodziła się w Brest, w departamencie Morbihan, w regionie Bretanii. Dorastała w Le Mans, w regionie Kraj Loary, w departamencie Sarthe. Stała się ikoną połowy anonimowych punków, gdy pracowała jako modelka najsłynniejszych fotografów. Kiedy jej zdjęcie ukazało się w czasopiśmie „Photo Revue”, jej osobą zainteresowała się znana agencja artystyczna Artmedia, a jej klientami byli m.in. Yves Montand i Sandrine Bonnaire. Została odkryta dla kina przez reżysera Jean-Jacques’a Beineix.
Zadebiutowała na ekranie główną rolą nieobliczalnej Betty, która pod wpływem silnych emocji, które wywołuje w niej miłość popada w obłęd i dokonuje samookaleczenia w melodramacie Beineixa Betty Blue (37°2 le matin, 1986), za którą otrzymała nominację do nagrody Cezara. We włoskim dreszczowcu Czarownica (La Visione del Sabba, 1988) zagrała współczesną dziewczynę, Maddalenę, oskarżoną o morderstwo, lecz badającym ją psychiatrom mówi, że urodziła się przed trzystu siedemdziesięciu siedmiu laty. Następnie pojawiła się w szeregu głównych ról w filmach francuskich.
Wystąpiła w teledysku norweskiej grupy muzycznej A-ha do przeboju „Move to Memphis” (1991). Zagrała w komediodramacie Jima Jarmuscha Noc na Ziemi (Night on Earth, 199) u boku Winony Ryder i Geny Rowlands, dramacie Abla Ferrary Zaćmienie (The Blackout, 1997) z Matthew Modine, Claudią Schiffer, Dennisem Hopperem i Stevenem Bauerem, lecz obydwie produkcje były komercyjnymi porażkami. Odmówiono jej udziału w dramacie psychologicznym Szósty zmysł (The Sixth Sense, 1998) z Bruce’em Willisem. W kontrowersyjnym projekcie Głód miłości (Trouble Every Day, 2001) z Vincentem Gallo wystąpiła jako kanibal.
Była na okładkach magazynów takich jak „Elle” (w grudniu 1991), „Playboy” (w czerwcu 1997) i „Vanity Fair” (w sierpniu 2019) z raperem JoeyemStarrem.

## Życie prywatne
W latach 1985–1988 jej mężem był Jean-François Dalle. W 1998 spotykała się z aktorem Alessandro Gassmanem, kiedy nieoczekiwanie 7 czerwca poślubił inną kobietę Sabrinę Knaflitz. W latach 1990–2000 była związana z raperem Joeyem Starrem. 3 stycznia 2005 wyszła ponownie za mąż za Guenaëla Meziani, więźnia, który odsiadywał wyrok za zgwałcenie. Jednak w lipcu 2014 doszło do rozwodu.

## Filmografia
- 1986: Betty Blue (37°2 le matin) jako Betty
- 1991: Noc na Ziemi (Night on Earth) jako niewidoma kobieta (pasażerka w Paryżu)
- 1992: Historia piękna (La belle histoire) jako Odona
- 1994: Sześć dni, sześć nocy (A la folie) jako Elsa
- 1994: Nie mogę spać (J’ai pas sommeil) jako Mona
- 1996: Lola w technolandzie (Clubbed to Death (Lola)) jako Saida
- 1996: Désiré jako Madeleine
- 1997: Zaćmienie (The Blackout) jako Annie nr 1
- 2001: Głód miłości (Trouble Every Day) jako Coré
- 2002: 17 razy Cécile Cassard (17 fois Cécile Cassard) jako Cécile Cassard
- 2003: Tamala 2010: A Punk Cat in Space jako Tatla the Machine God (głos)
- 2003: Czas wilka (Le Temps du loup) jako Lise Brandt
- 2004: Clean jako Elena
- 2004: Intruz (L’Intrus) jako Królowa półkuli północnej
- 2007: Najście (À l’intérieur) jako kobieta
- 2011: Nasz skrawek nieba (Notre paradis) jako Anna
- 2012: Żegnaj blondyneczko (Bye Bye Blondie) jako Gloria